# Лочваж
Лочваж — река в России, протекает по Тарногскому и Тотемскому районам Вологодской области. Устье реки находится в 9 км от устья Коченьги по левому берегу. Длина реки составляет 27 км. В 5 км от устья впадает правый приток Согзар.
Исток Лочважа в Тарногском районе, примерно в 16 км к югу от Тарногского Городка. Лочваж течёт по лесным, частично заболоченным массивам в ненаселённой местности. В нижнем течении река начинает течь по территории Тотемского района. Генеральное направление течения — юг. Крупнейшие притоки — Плоская и Согзар (оба — правые). Населённых пунктов на реке нет.

## Данные водного реестра
По данным государственного водного реестра России относится к Двинско-Печорскому бассейновому округу, водохозяйственный участок реки — Северная Двина от начала реки до впадения реки Вычегда, без рек Юг и Сухона (от истока до Кубенского гидроузла), речной подбассейн реки — Сухона. Речной бассейн реки — Северная Двина.
Код объекта в государственном водном реестре — 03020100312103000008855.